# Kamiah
La ville américaine de Kamiah (en anglais [ˈkæmi.aɪ]) est située dans les comtés d’Idaho et Lewis, dans l’État de l’Idaho.
Lors du recensement de 2010, sa population s’élevait à 1 295 habitants. La municipalité s'étend alors sur 1,17 mille carré (3,03 km2), dont seulement 0,02 mille carré (0,05 km2) dans le comté d'Idaho.
D'origine amérindienne, le nom de la ville fait référence aux restes produits par la fabrication de cordes.

## Démographie
| 1910 | 1920 | 1930 | 1940 | 1950 | 1960  |
| ---- | ---- | ---- | ---- | ---- | ----- |
| 324  | 653  | 487  | 568  | 812  | 1 245 |

| 1970  | 1980  | 1990  | 2000  | 2010  | - |
| ----- | ----- | ----- | ----- | ----- | - |
| 1 307 | 1 478 | 1 157 | 1 160 | 1 295 | - |